# NGC 3911
NGC 3911 (również PGC 36981 lub UGC 6803) – galaktyka spiralna z poprzeczką (SBbc), znajdująca się w gwiazdozbiorze Lwa. Odkrył ją William Herschel 10 kwietnia 1785 roku.
W wielu katalogach i bazach obiektów astronomicznych, np. SIMBAD czy NED (NASA/IPAC Extragalactic Database), galaktyka ta została skatalogowana jako NGC 3920, zaś galaktyka NGC 3920 nosi oznaczenie NGC 3911. Ta odwrotna identyfikacja jest jednak niepoprawna ze względów historycznych, gdyż William Herschel faktycznie obserwował jaśniejszą i wysuniętą bardziej na wschód galaktykę (czyli PGC 36981), a podana przez niego pozycja obiektu była bardzo dokładna. Źródłem błędu był syn Williama, John, który zaobserwował obie te galaktyki, jednak błędnie obliczył rektascensję i w rezultacie przyjął, że zachodnia z galaktyk to obiekt odkryty przez jego ojca, a wschodnia – nowo odkryty obiekt, gdy w rzeczywistości było dokładnie odwrotnie.